# Kvarc
A kvarc az oxidok és hidroxidok osztályába tartozó ásványfaj, a szilícium-dioxid (SiO2) egyik szerkezeti változata. A kvarc a földkéreg egyik legelterjedtebb ásványa. A savanyú magmából keletkezett eruptív kőzeteknek lényeges alkotórésze; kvarcszemekből állnak a puszták, sivatagok, folyóvizek s részben a tengerek homokja, kavicsa, úgyszintén a homokkő. Nem hiányzik a metamorf kőzetek, valamint a gazdasági szempontból jelentős ásványelőfordulások ásványai közül sem. A kvarcnak szép színű, aránylag könnyen található változatai közül kerültek ki az első drágakövek.
A kvarc elnevezés a német Quarz (kovakő), közvetve a szemita quarc selón (kvarckő) szóból származik.
2017-ben az év ásványa volt. A szavazáson legyőzte a gipszet és a malachit-azurit párost.

## Ásványtani jellemzői
A kvarc szilícium-dioxid, képlete SiO2. Vegyi felépítésében a szilícium 46,7%, az oxigén 53,3%-kal vesz részt. Az idegen anyagoktól teljesen mentes, tiszta kvarc színtelen, átlátszó ásvány. Idegen anyagoknak rendkívül csekély mennyisége igen változatos színűre festheti; gyakori idegen szennyezései miatt a kvarc egyike a legszíngazdagabb ásványoknak.
A kvarcváltozatoknak egy része kristályokban fordul elő, ezek a kristályosodott kvarcok vagy fanerokristályos kvarcok; más részüket kristályokban soha nem találjuk, ezek a vaskos kvarcok vagy kriptokristályos kvarcok. A kristályosodott kvarcváltozatok közé tartoznak a hegyikristály, az ametiszt, a füstkvarc, a citrin, a rózsakvarc, a zárványos kvarcok (kvarcmacskaszem, sólyomszem, tigrisszem, aranyos kvarc, rutilkvarc). A vaskos kvarcok vagy rostos vagy szemcsés szerkezetűek. Rostosak: a kalcedon, a karneol, a krizopráz, a heliotrop, az achátok. Szemcsések a szarukő, a jáspis. Kvarckőzet az aventurin.
A kvarc nem hasad. A kristályosodott kvarcok törése kagylós, a vaskosaké egyenetlen, szálkás. Rideg, a vaskos változatok valamivel szívósabbak, mint a kristályosodottak. A gyakrabban előforduló ásványok között a legkeményebb, keménysége 7; az üveget jól karcolja, acéllal szikrázik. A teljesen tiszta kvarc sűrűsége 2,6-2,7 g/cm³, a gáz-, folyadék- vagy ásványi zárványokkal telt daraboké ennél kisebb, illetőleg nagyobb. Zárványok a kvarcban nagyon gyakoriak, főképpen a kristályosodott változatokban, éspedig mind folyadék-, mind szilárd-zárványok. Utóbbiak egy része fontos kvarcváltozatokat hoz létre (zárványos kvarcok). Hevítve a színes kvarcváltozatok színüket változtatják, részben színüket vesztik. Forrasztócső lángjában a kvarc megolvad.
A kvarckristályok, úgyszintén csiszolt kvarcok tökéletesen üvegfényűek. Törésfelületükön a kristályosodott kvarcok zsírfényűek, a vaskosak részben szarufényűek. Finomrostos változatai selyemfényűek.
A teljesen színtelen, valamint a szép, telt színű, átlátszó kvarcváltozatokat nemes kvarcoknak mondjuk (hegyikristály, ametiszt, füstkvarc, citrin, rózsakvarc).
A kvarc fénytörése és kettőstörése nem nagy, színszórása (diszperziója) csekély. Törésmutató Na-fénynél ω = 1,5444, ε = 1,5536.

## Megjelenési formái, genetikája
Kristályalakja-termete és képződési hőmérséklete között összefüggés van, ezért jó földtani hőmérő. A hexagonális β-módosulat a hőcsökkenés után is megtartja alakját, így következtetni lehet, hogy a kristály 573 °C felett keletkezett-e vagy sem. Folyékony magmából (magas hőmérsékleten) hexagonális dipiramisos alakban kristályosodik, míg a csökkenő hőmérséklettel prizmalapjai is egyre inkább kifejlődnek. Alacsony hőmérsékletű, hidrotermális viszonyok között nyúlt, oszlopos termetű (prizmás), illetve a kristályon piramis, romboéder és trapezoéder lapok is megjelennek. Jellegzetes, hogy a különféle kristálylapok felülete is eltér egymástól: egyik érdes, másik vonalazott vagy tükrözően sima, melynek révén a trigonális szimmetria egyértelműen kifejezésre jut. Gyakran ikresedik, nevezetesebb ikertörvényei: a dauphinéi, a brazíliai és a japán iker. A kvarckristályokban nagyon gyakoriak a különféle ásvány- (például rutil, amfibol, azbeszt), valamint folyadék- és gázzárványok.
A kvarc a legáltalánosabban elterjedt ásvány. A savanyú szilikátkőzetek fő elegyrésze. Nagy keménysége és ellenállóképessége miatt a felszíni kőzetek lepusztulása során feldúsul, és tiszta kvarctörmelék (homok), homokkő, kvarcit keletkezik.

## Gyakorlati felhasználása
Nagyon sokféle, pl.: kvarcüveg előállítás, üveg- és kerámiaipar, csiszolóanyag, piro- és piezoelektromos kristályok (ultrahang, rádióadás, órák (főleg kvarcórák), színes és tetszetős változatai díszítő- és ékkövek (technikai kő) illetve űrhajók ablaka.

## Változatai
A kvarcnak alapvetően két változata van, az 573 °C hőmérsékleti határ alatt keletkező alfa-kvarc és az efölött kristályosodó béta-kvarc.
Fanerokristályos (jól kristályosodott) változatai:
- hegyikristály (helyi változata a dipiramisos kristályformájú máramarosi gyémánt) - színtelen, átlátszó változat
- füstkvarc - sárgásbarnától a szürkén keresztül a feketéig terjedő színű változat, a feketét morionnak nevezik
- citrin - sárgaszínű változat
- ametiszt - ibolyaszínű változat
- rózsakvarc - rózsaszínű változat
- tejkvarc - tejfehér, opac vagy áttetsző változat
- kékkvarc - kék színű
- telérkvarc - telérekben, üregkitöltésben található szürkésfehér változat
- jogarkvarc
- csillagkvarc - sugaras halmazokból álló csoport
- sólyomszem - zöldesszürke, amfibolazbeszt szálaktól selyemfényű
- tigrisszem vagy macskaszem
- prázem - aktinolittűktől sötétzöld színű változat
- aventurin - csillámzárványos, vörösesbarna változat

Kriptokristályos (rejtett mikrokristályos) változatai:
- kalcedonfélék – tömött, vesés, fürtös, cseppköves változatok
  - karneol – sárga-vérvörös kalcedon
  - krizopráz – almazöld kalcedon
  - sarder – barna vagy vérvörösen áttetsző kalcedon
  - jáspis – tömött, vörös vagy sárgásbarna kalcedon
  - szarukő – rideg, kagylós törésű, gumós megjelenésű kalcedon
- achátfélék – sávosan színezett kalcedon
  - cerachát – viaszszerű
  - heliotrop – vörös pettyes zöld változat
  - haemachát – vérvörös
  - plazma – hagymazöld
  - sardachát – vöröses
  - mohaachát – mohaszerű zárványokkal
  - dendritachát – dendrites sávokkal
- tűzkő (flint) – sötét, fénytelen

## Kvarcféleségek galériája

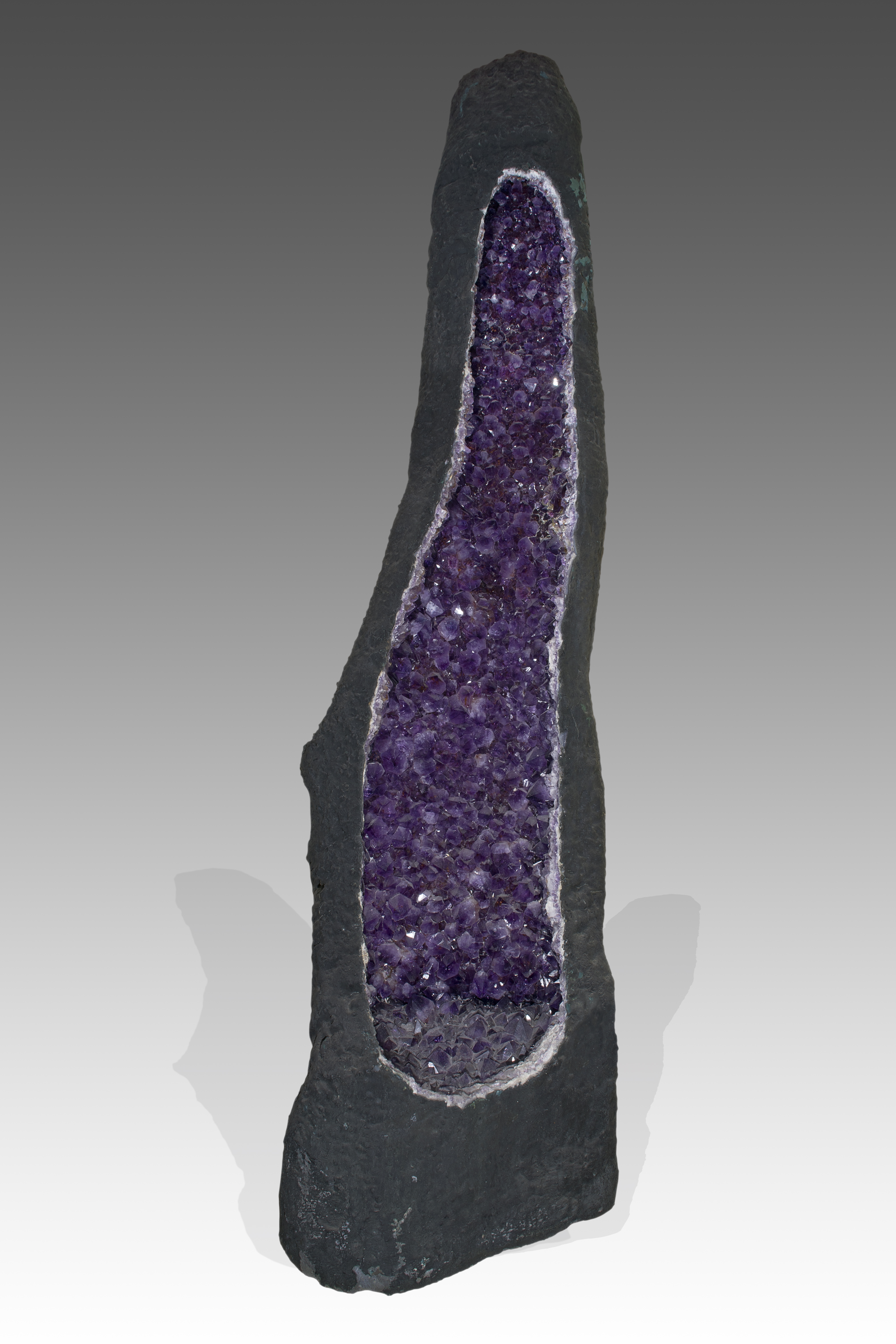
Ametiszt geoda
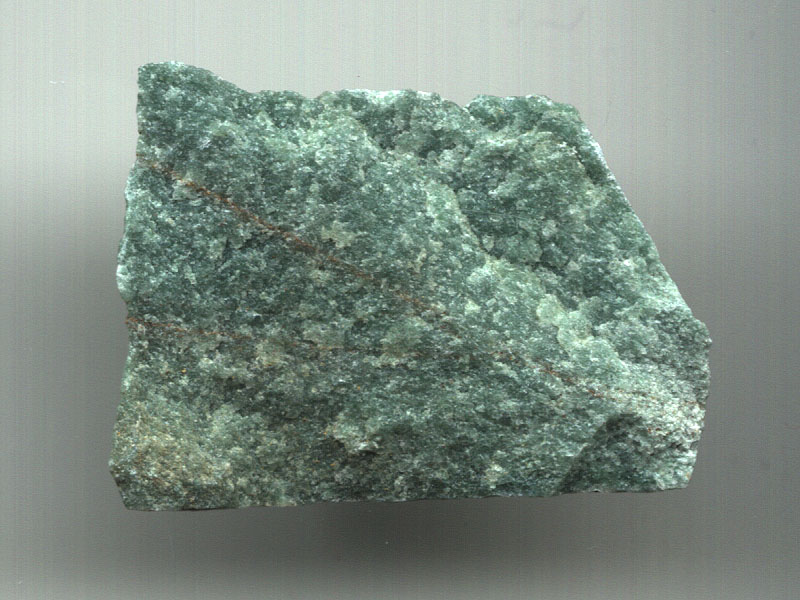
Aventurin kristálytömeg
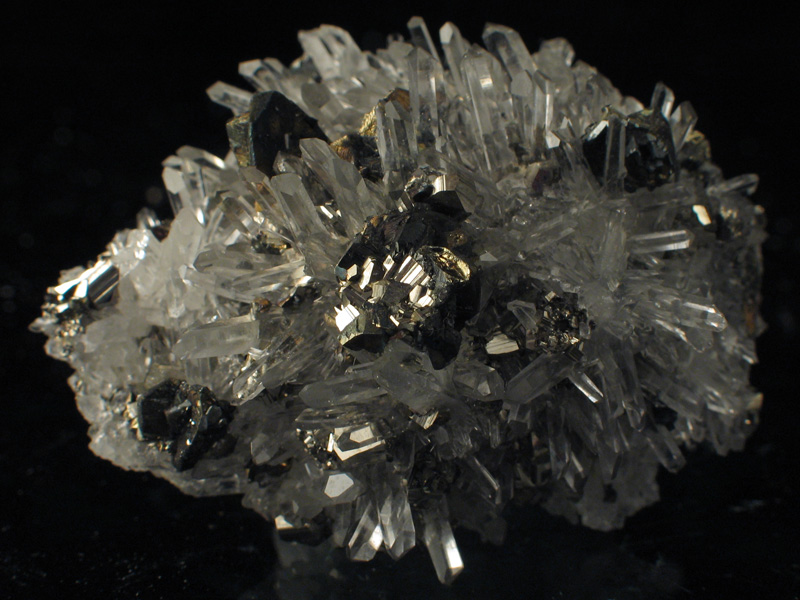
Füstkvarc
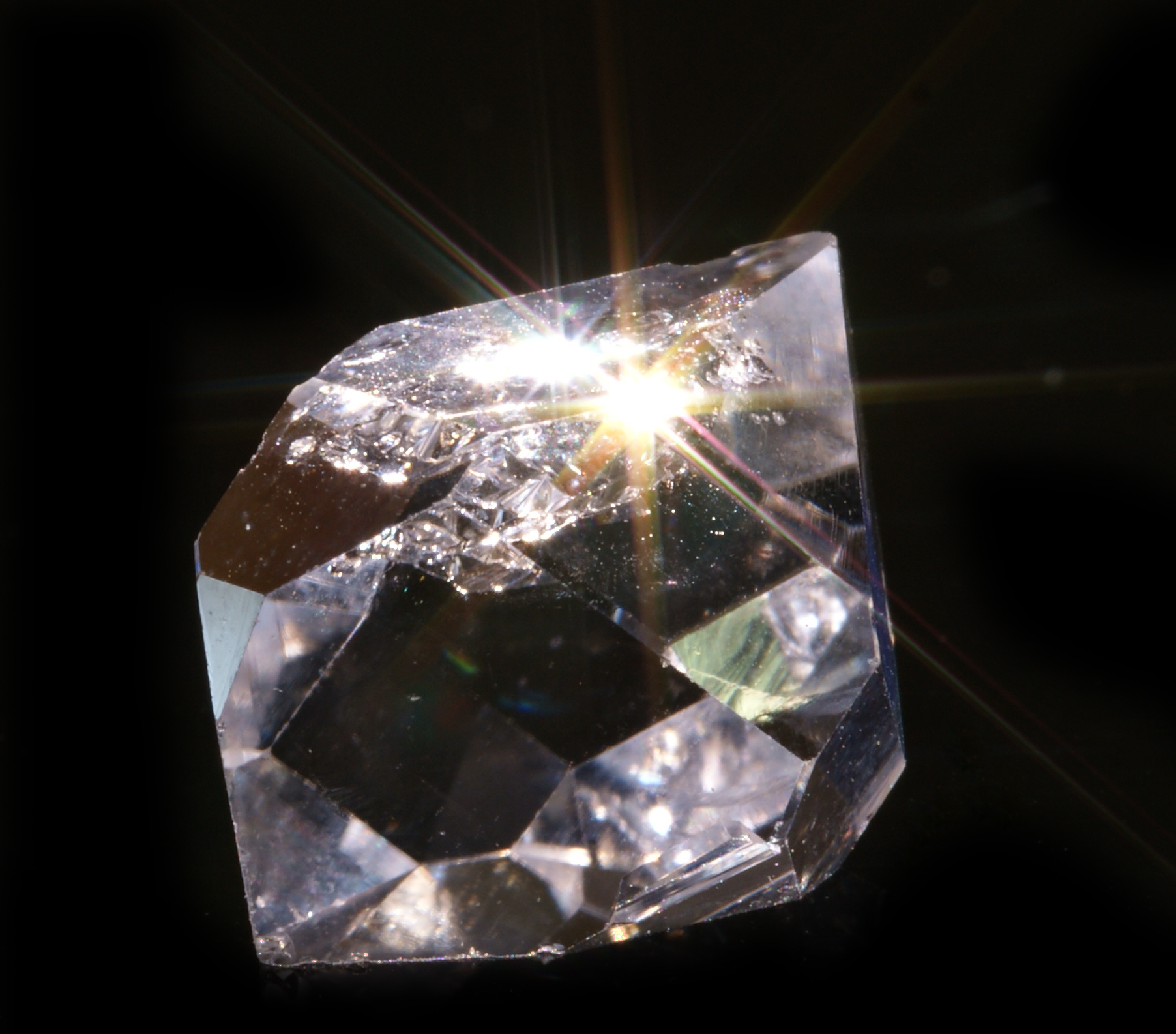
Hegyikristályok
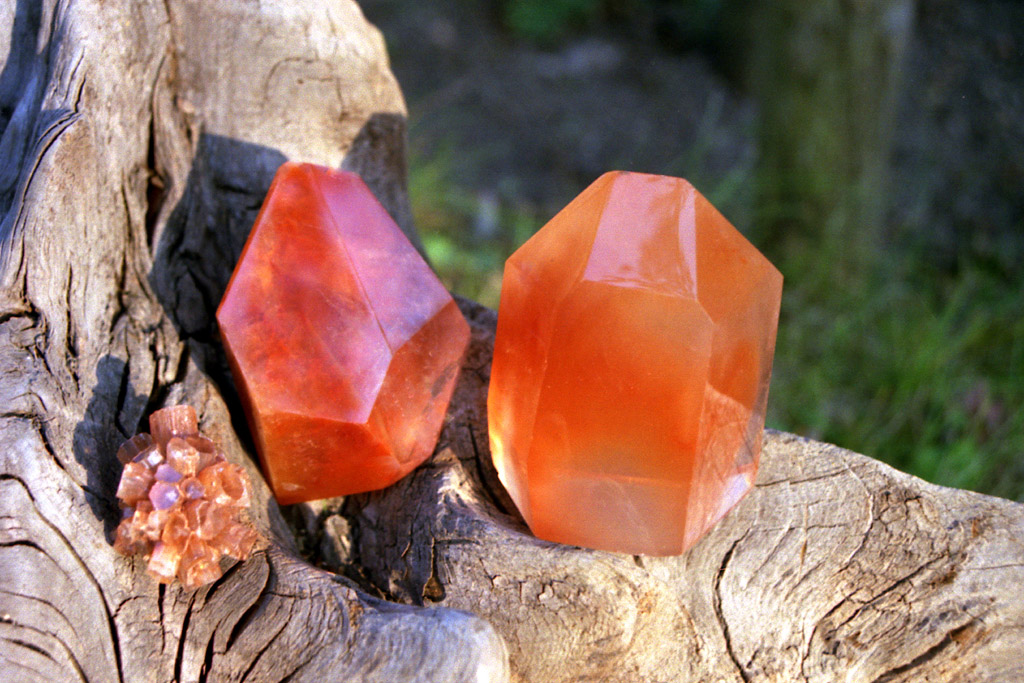
Karneol kristályok
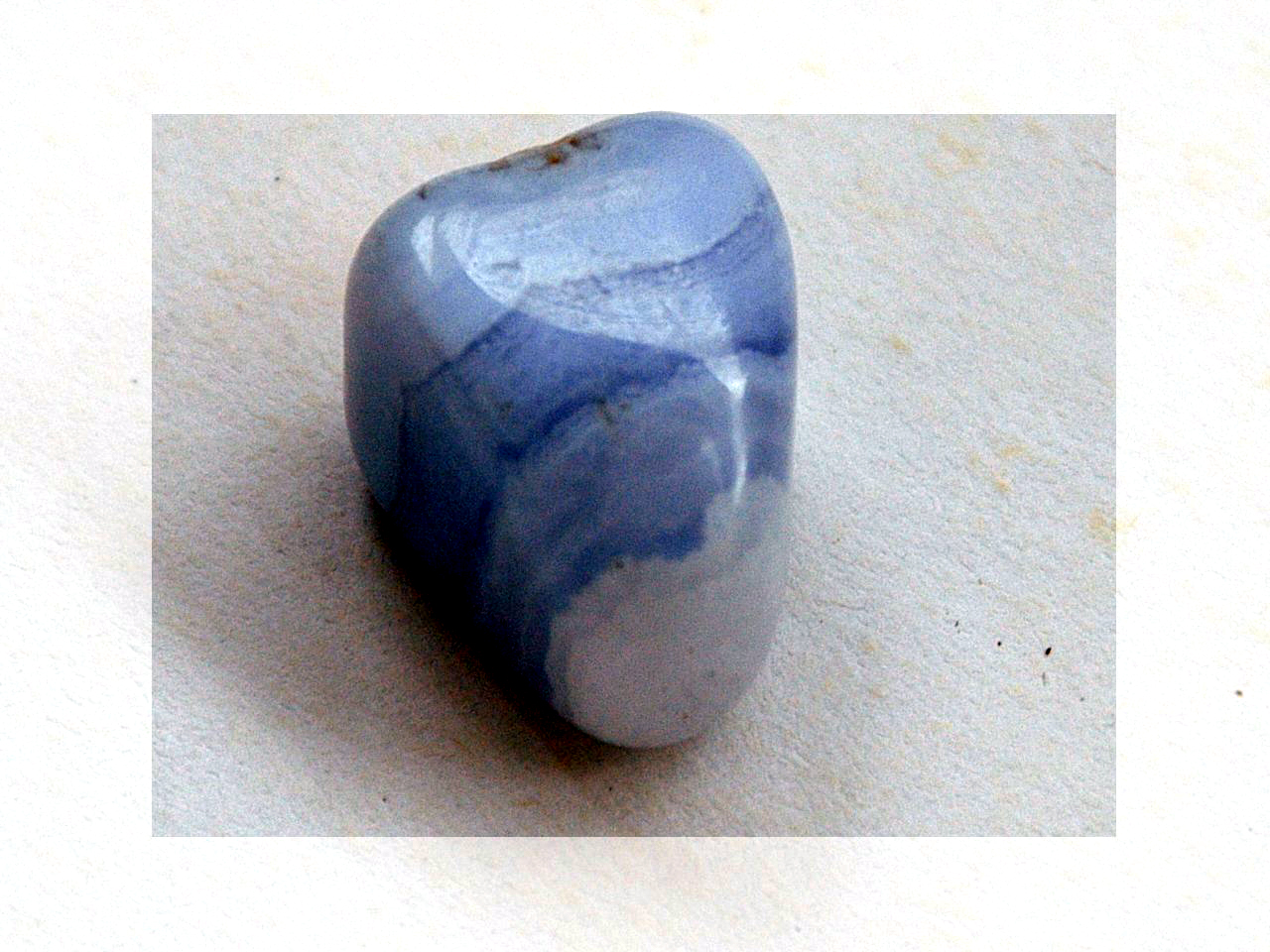
Kalcedon
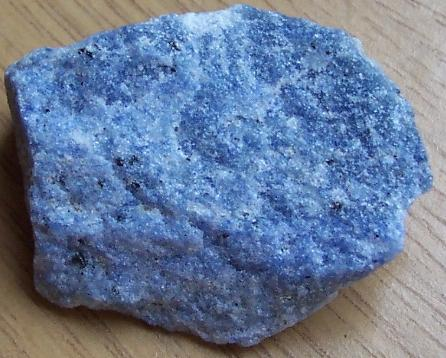
Kék kvarc
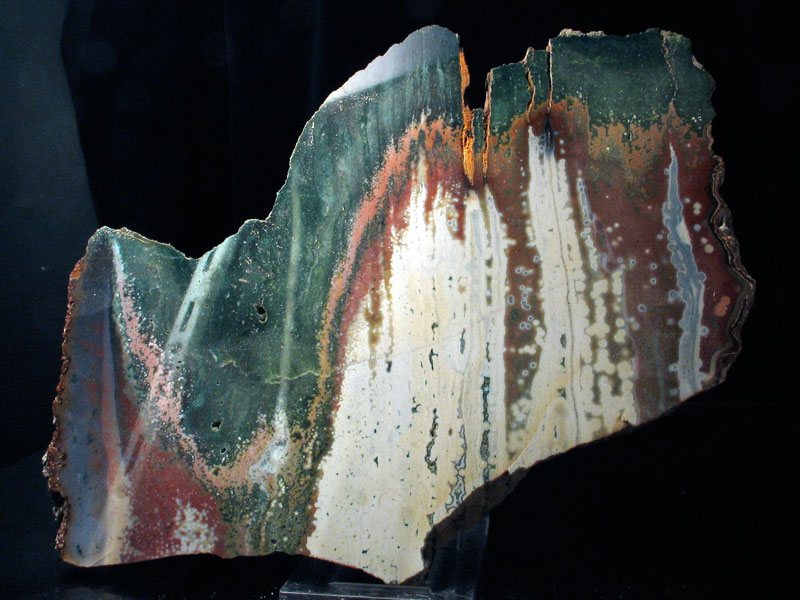
Jáspis
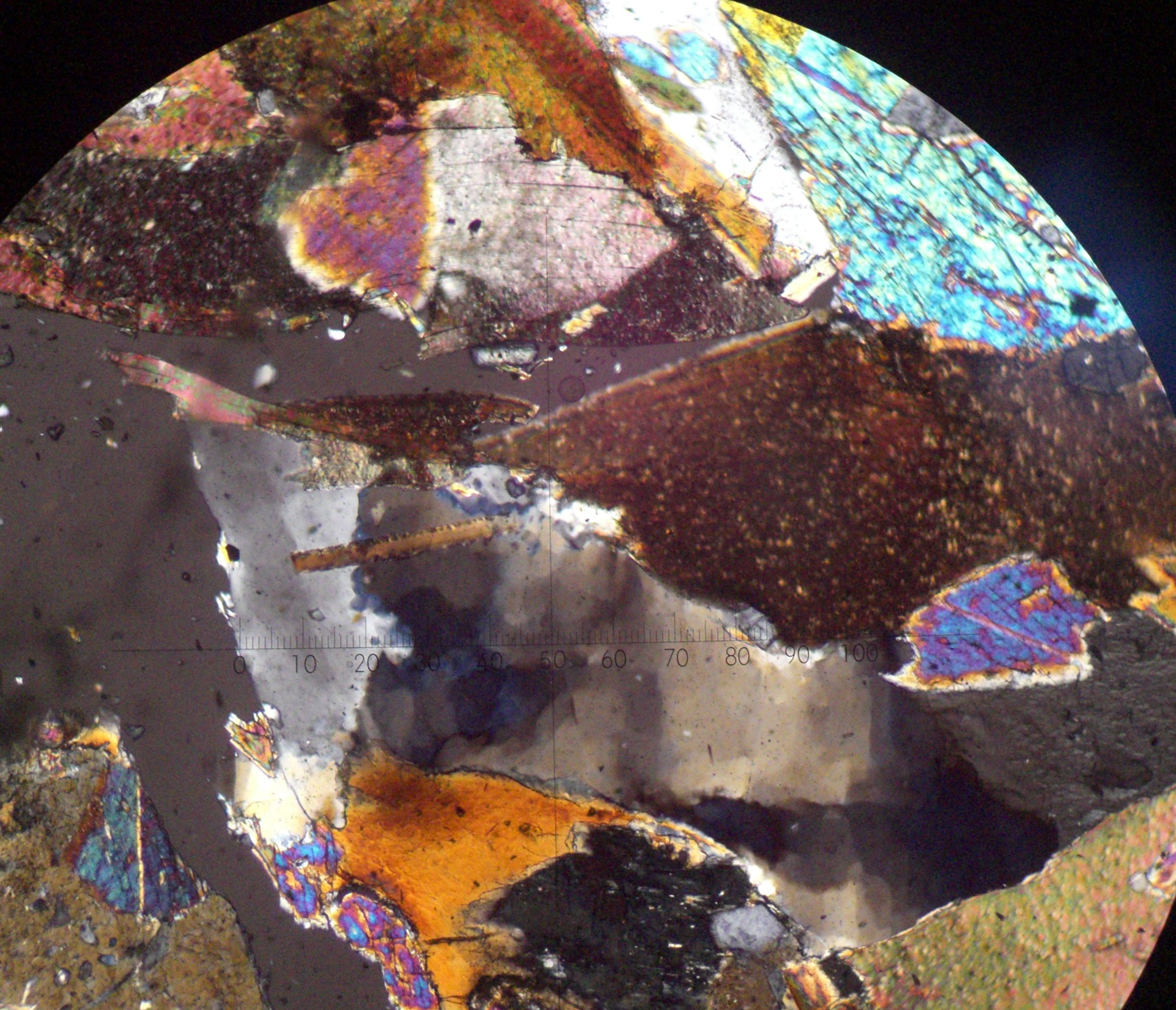
Mikrokristályos kvarc
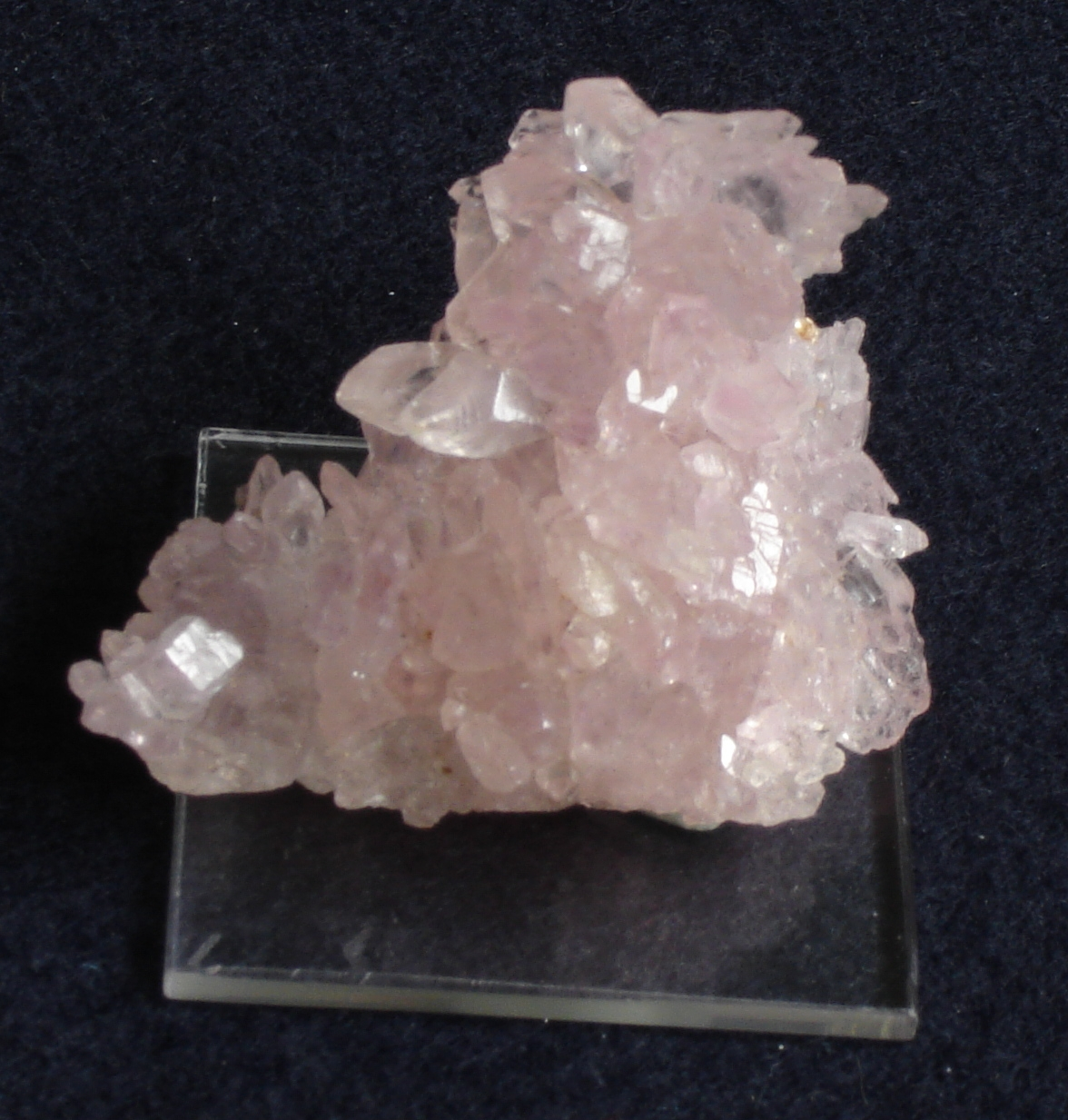
Rózsakvarc
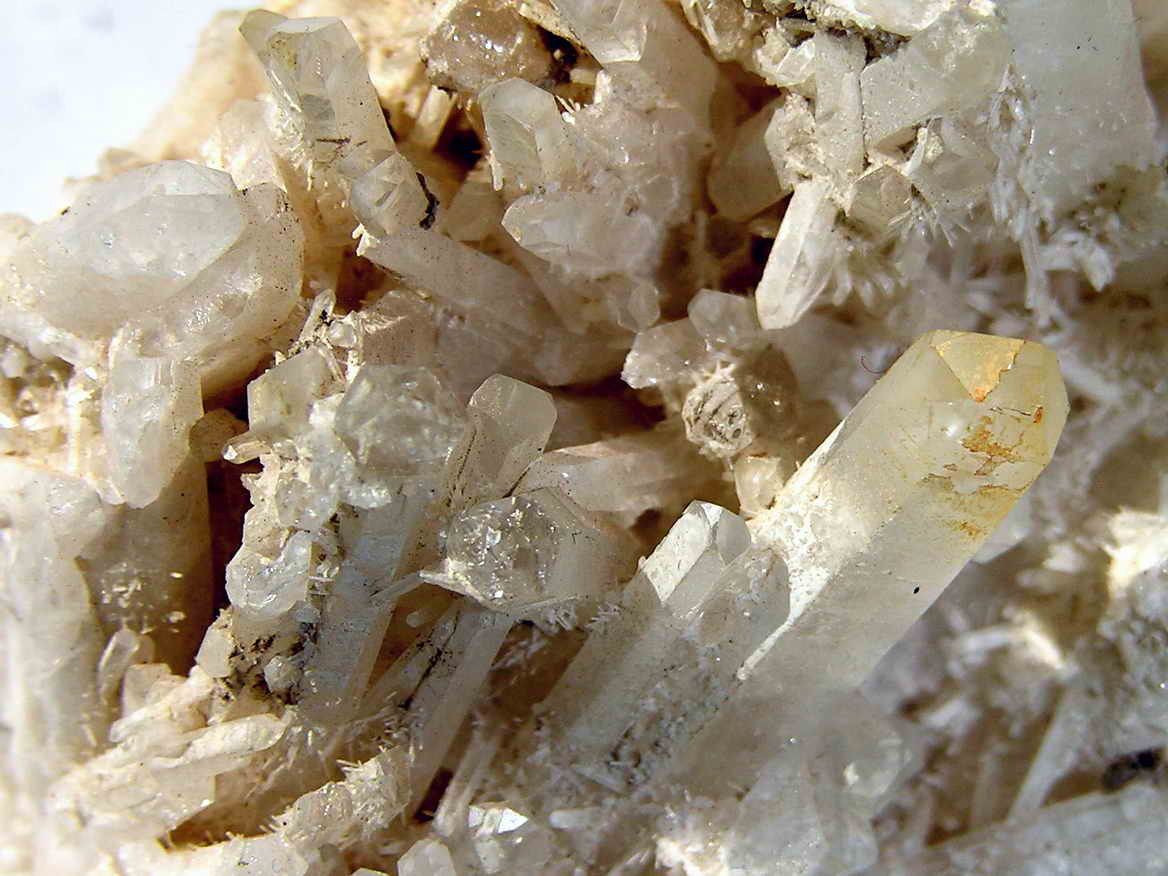
Tejkvarc
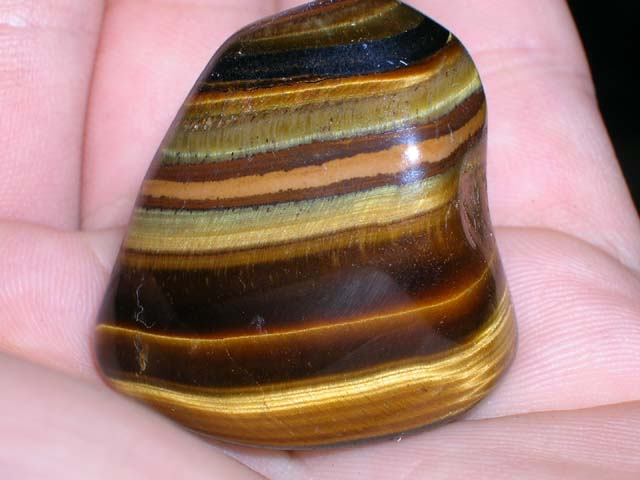
Tigrisszem

## Rokon ásványfajok
- krisztobalit – SiO2-változat; 1470 °C alatt alfa-, felette béta-krisztobalit keletkezik
- tridimit – SiO2-változat; 870 °C alatt alfa-, felette béta-tridimit keletkezik 
  - asmanit – gömbös megjelenésű tridimitváltozat, csak meteoritokból ismert
- keatit – SiO2-változat
- coesit – SiO2-változat
- stishovit – SiO2-változat
- fulgurit – természetes kvarcüveg
- opál – megszilárdult kovasavgél; víztartalmú, hialinos szerkezetű